# Virginia Slims of Detroit 1976
Il Virginia Slims of Detroit 1976 è stato un torneo di tennis giocato sul sintetico indoor. È stata la 5ª edizione del torneo, che fa parte del WTA Tour 1976. Si è giocato a Detroit negli USA dal 17 al 22 febbraio 1976.

## Campionesse

### Singolare
Chris Evert ha battuto in finale  Rosemary Casals con il punteggio di 6–4, 6–2

### Doppio
Mona Guerrant /  Ann Kiyomura hanno battuto in finale  Chris Evert /  Betty Stöve con il punteggio di 6–3, 6–4